# Grick
Grick株式会社（グリック、英: Grick Inc.）は、日本の東京都渋谷区に本社を置く芸能プロダクション。

## 概要
芸能プロダクションの経営の他に、犬のグッズ店「Tekuteku with tail」を運営していた。また、代表取締役である周防亮（進亮）の義父は、株式会社バーニングプロダクション創業者で相談役会長の周防郁雄である。

### 事務所の所在地変遷
東京都港区北青山2-10-17 SOHO北青山102 → 東京都港区麻布十番1-10-3 モンテプラザ麻布801 → 東京都港区六本木7-14-7 トリニティビル602 → 東京都渋谷区道玄坂1-12-1 渋谷マークシティW22階

## 所属アーティスト
- 畑野ひろ子
- 鈴木ちなみ
- アイリ
- 西山茉希
- 早川シャイニー
- 依里
- 椿彩奈
- 如月音流
- JOY
- 香西かおり
- ソンモ

過去
- 相原ななか
- 蒼波純
- 石原希南
- 内海和子（業務提携）
- 和教
- 兼田いぶき
- Kayoko
- 金城茉奈
- 小泉遥
- 小柳ゆき
- 佐藤杏樹
- 柴田淳（業務提携：オフィスダルメシアン）
- 島谷ひとみ
- 武田杏香
- D-naught
- 平野綾（フリー[2]）
- 松井玲奈（現エー・プラス所属[3]）
- 松田るか
- 松本まりか

## 関連会社
- 株式会社ミライゲート - 周防亮が代表取締役を務める電化製品製造販売会社。